# 延仁寺
延仁寺（えんにんじ）は、京都市東山区にある真宗大谷派の寺院。大谷派では、宗祖親鸞の荼毘所とする。
本尊は、大谷派寺院としては珍しく舟型光背の阿弥陀如来立像で、阿弥陀三尊形式で安置される。

## 沿革
寺伝では、天台宗の宗祖最澄が開基であるとされている。本願寺第三世覚如が著した『本願寺聖人伝絵』（『御伝鈔』）に、「鳥部野（とりべの）の南の辺、延仁寺に葬したてまつる」と記されているように、浄土真宗の宗祖・親鸞の遺体を、荼毘（火葬）に付した寺院である。後に戦乱などの影響で廃寺となる。
当初は「西光寺」と称していたが、明治16年（1883年）に「延仁寺」と改称し、東本願寺第二十一代 嚴如（大谷光勝）により「荼毘所」を寄与される。

## 親鸞の荼毘所
延仁寺の道路の向かい地蔵堂の脇に「親鸞聖人御荼毘所」の碑が、隣接する延仁寺墓地の脇の「見真大師御荼毘所道」を登っていくと、「見真大師御荼毘所」の碑と親鸞の石像が祀られている。
- なお、浄土真宗本願寺派の寺伝では、現在の大谷本廟（西大谷）に隣接する地に「延仁寺」があったとされており、大谷本廟の飛び地境内には、同派により「親鸞聖人荼毘所」の碑が祀られている。

## アクセス
- 京都市営バス「今熊野」下車、徒歩20分。